# Maxime Courby
Maxime Courby, né le 23 novembre 1990 à Roubaix, est un joueur français de basket-ball évoluant au poste d'ailier.

## Biographie
Pour la saison 2010-2011, il est prêté à Antibes par Gravelines Dunkerque.
Le 15 juin 2011, il signe pour trois saisons à Antibes.
Le 21 juin 2012, il s'engage pour une saison avec Rouen.
En janvier 2013, il souffre d'une fracture du nez. Le 6 avril 2013, il souffre d'une entorse à la cheville.
Le 24 juin 2014, Maxime Courby décide de rester à Rouen et d'honorer sa dernière année de contrat.
Le 30 mai 2015, il signe pour deux ans à Bourg-en-Bresse.
Maxime Courby prend sa retraite en juin 2025.

## Clubs successifs
- 2008-2010 :  BCM Gravelines-Dunkerque (Pro A)
- 2010-2012 :  Olympique d'Antibes (Pro B)
- 2012-2015 :  Rouen Métropole Basket (Pro B puis Pro A)
- 2015-2025 :  JL Bourg Basket (Pro B puis Pro A)

## Palmarès

### En club
- Vainqueur de la Leaders Cup de Pro B en 2016 avec la JL Bourg.
- Champion de France de Pro B 2017 avec la JL Bourg.

### Sélection nationale
- Médaille d'or au championnat d'Europe des 20 ans et moins en 2010.

## Statistiques

### En espoir
Les statistiques de Maxime Courby dans le championnat Espoirs sont les suivantes : 
| Saison    | Équipe   | Matchs | 5 Dép. | Minutes | % Tirs | % 3pts | % LF | Rbds/m | PassD/m | Int/m | Ctrs/m | Pts/m |
| --------- | -------- | ------ | ------ | ------- | ------ | ------ | ---- | ------ | ------- | ----- | ------ | ----- |
| 2008-2009 | BCM      | 25     | 24     | 34,3    | 51,6   | 33,9   | 63,9 | 5,8    | 2,1     | 1,8   | 0,1    | 17,3  |
| 2009-2010 | BCM      | 23     | 23     | 33,8    | 49,5   | 29,1   | 68,6 | 7,0    | 2,5     | 1,4   | 0,4    | 15,1  |
| Carrière  | Carrière | 48     | 47     | 34,0    | 50,6   | 31,7   | 65,6 | 6,4    | 2,3     | 1,6   | 0,2    | 16,2  |

### En professionnel
| Champion de France | Leader de la ligue |

gras = ses meilleures performances

#### Pro B
Les statistiques de Maxime Courby en Pro B sont les suivantes : 
| Saison    | Équipe   | Matchs | 5 Dép. | Minutes | % Tirs | % 3pts | % LF | Rbds/m | PassD/m | Int/m | Ctrs/m | Pts/m |
| --------- | -------- | ------ | ------ | ------- | ------ | ------ | ---- | ------ | ------- | ----- | ------ | ----- |
| 2010-2011 | Antibes  | 34     | 1      | 17,4    | 51,9   | 29,4   | 57,1 | 2,7    | 1,1     | 0,4   | 0,1    | 4,0   |
| 2011-2012 | Antibes  | 33     | 3      | 17,2    | 45,5   | 29,8   | 60,0 | 2,2    | 0,9     | 0,4   | 0,1    | 4,9   |
| 2012-2013 | Rouen    | 31     | 5      | 20,6    | 43,3   | 30,9   | 66,7 | 2,5    | 0,9     | 0,7   | 0,0    | 5,2   |
| 2013-2014 | Rouen    | 44     | 42     | 31,0    | 50,6   | 39,2   | 78,7 | 3,7    | 1,5     | 1,0   | 0,1    | 9,0   |
| 2015-2016 | JL Bourg | 34     | 24     | 21,9    | 52,4   | 48,9   | 77,1 | 2,8    | 1,4     | 0,6   | 0,1    | 7,2   |
| 2016-2017 | JL Bourg | 34     | 16     | 24,9    | 59,1   | 53,8   | 80,9 | 3,1    | 1,4     | 0,9   | 0,1    | 10,2  |
| Carrière  | Carrière | 210    | 91     | 22,6    | 51,1   | 41,1   | 73,3 | 2,9    | 1,2     | 0,7   | 0,1    | 6,9   |

#### Pro A
Les statistiques de Maxime Courby en Pro A sont les suivantes : 
| Saison    | Équipe   | Matchs | 5 Dép. | Minutes | % Tirs | % 3pts | % LF | Rbds/m | PassD/m | Int/m | Ctrs/m | Pts/m |
| --------- | -------- | ------ | ------ | ------- | ------ | ------ | ---- | ------ | ------- | ----- | ------ | ----- |
| 2008-2009 | BCM      | 5      | 0      | 2,8     | -      | -      | -    | 0,4    | 0,0     | 0,0   | 0,0    | 0,0   |
| 2009-2010 | BCM      | 3      | 0      | 5,7     | 25,0   | 0,0    | 100  | 1,0    | 0,3     | 0,0   | 0,0    | 1,3   |
| 2014-2015 | Rouen    | 33     | 9      | 16,0    | 52,6   | 44,4   | 78,6 | 1,7    | 0,8     | 0,6   | 0,1    | 4,0   |
| 2017-2018 | JL Bourg | 34     | 10     | 23,0    | 42,6   | 34,8   | 90,3 | 2,5    | 1,5     | 1,0   | 0,1    | 5,8   |
| 2018-2019 | JL Bourg | 33     | 1      | 22,7    | 55,1   | 45,0   | 75,7 | 3,6    | 0,9     | 0,7   | 0,1    | 8,1   |
| 2019-2020 | JL Bourg | 25     | 1      | 22,0    | 48,0   | 33,3   | 81,8 | 3,4    | 0,9     | 0,8   | 0,1    | 6,7   |
| Carrière  | Carrière | 133    | 21     | 19,8    | 49,3   | 39,3   | 82,1 | 2,8    | 1,0     | 0,7   | 0,1    | 5,8   |